# 黛妃 (西瓜)
黛妃，无籽西瓜品种，由拜耳作物科学蔬菜种子培育，2016年由纽内姆（北京）种子有限公司向广西壮族自治区提出主要农作物审定品种申请，经审定认为适合推广，审定编号为“桂审瓜2016009号”。